# Budinaz
Budinaz, Budinaz Grande o Budicovaz grande (in croato: Veli o Veliki Budikovac, o Budihovac) è un piccolo isolotto disabitato dell'arcipelago di Lissa, si trova nel mare Adriatico e appartiene alla Croazia. Amministrativamente fa parte del comune della città di Lissa, nella regione spalatino-dalmata.

## Geografia
Budinaz è il maggiore dei due scogli Budicovaz ed è situato a nord-est del villaggio di Porto Manego (Rukavac) (sulla costa sud-orientale di Lissa), tra gli isolotti Piano (Ravnik), a sud-ovest, e Lingua (Veli Paržanj). Budinaz ha una forma molto irregolare, la sua superficie è di 0,317 km², la costa lunga 3,46 km e l'altezza massima di 35,3 m.
Affiancato ad ovest si trova lo scoglio Budinaz Piccolo o Budicovaz piccolo (Mali Budikovac) a circa 130 m; è di forma triangolare, ha un'area di 0,026 km², la costa lunga 0,62 km e l'altezza di 10 m 43°01′31″N 16°14′16″E.

## Scogli e secche adiacenti
- Lo scoglio Zanac[3][8] o Zanak[6] (hrid Sanak), situato a nord di Budicovaz piccolo e a est del grande, a 75 m[2] circa di distanza da ambedue; ha un'area di 1694 m²[9] 43°01′36″N 16°14′17″E.
- Ci sono delle secche a est di Budinaz: la secca Gollari[10] (plićak Golarić), 280 m[2] a est (43°01′32″N 16°15′09″E) e la secca Coperta[11] (plićak Pokrivena), circa 430 m[2] a nord-est 43°01′42″N 16°15′12″E.

### Cartografia
- (HR) Mappa topografica della Croazia 1:25000, su preglednik.arkod.hr. URL consultato il 14 gennaio 2017.
- G. Giani, Carta prospettiva delle Comuni censuarie della Dalmazia, foglio 8, 1839. Fondo Miscellanea cartografica catastale, Archivio di Stato di Trieste.